# Gabrielle Roy

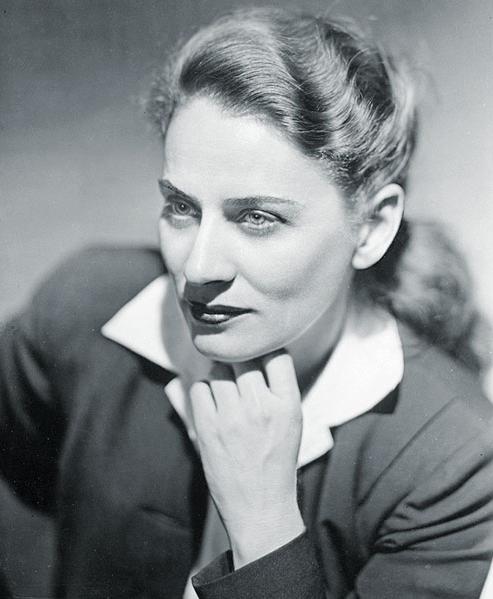
Gabrielle Roy fotoritratto del 1945

Gabrielle Roy (Saint-Boniface, 22 marzo 1909 – Québec, 13 luglio 1983) è stata una scrittrice e insegnante canadese, considerata una delle più importanti esponenti della letteratura franco-canadese.

## Biografia

### Infanzia e formazione
Gabrielle Roy nacque nel 1909 a Saint-Boniface ed era la più giovane di undici figli. 

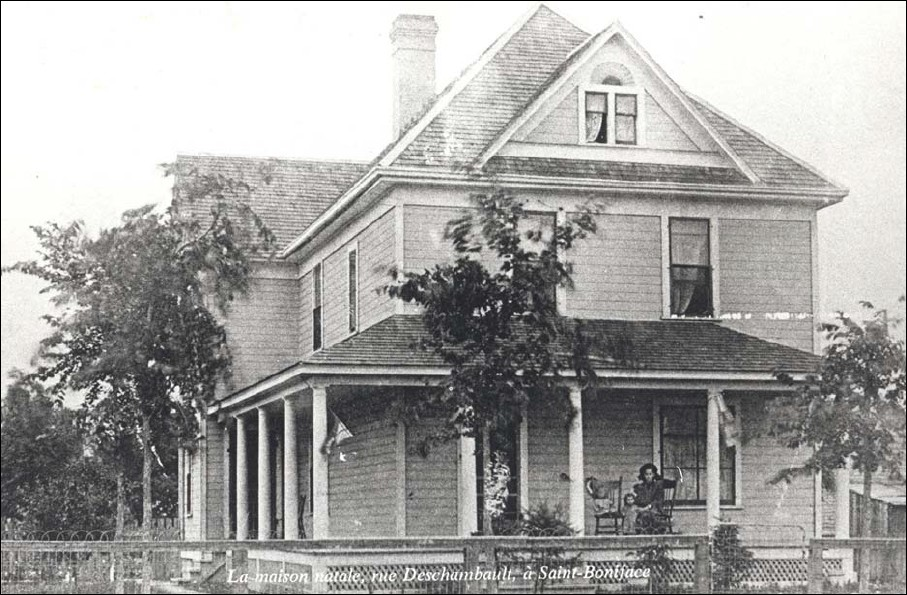
Casa dove Gabrielle Roy visse la sua infanzia

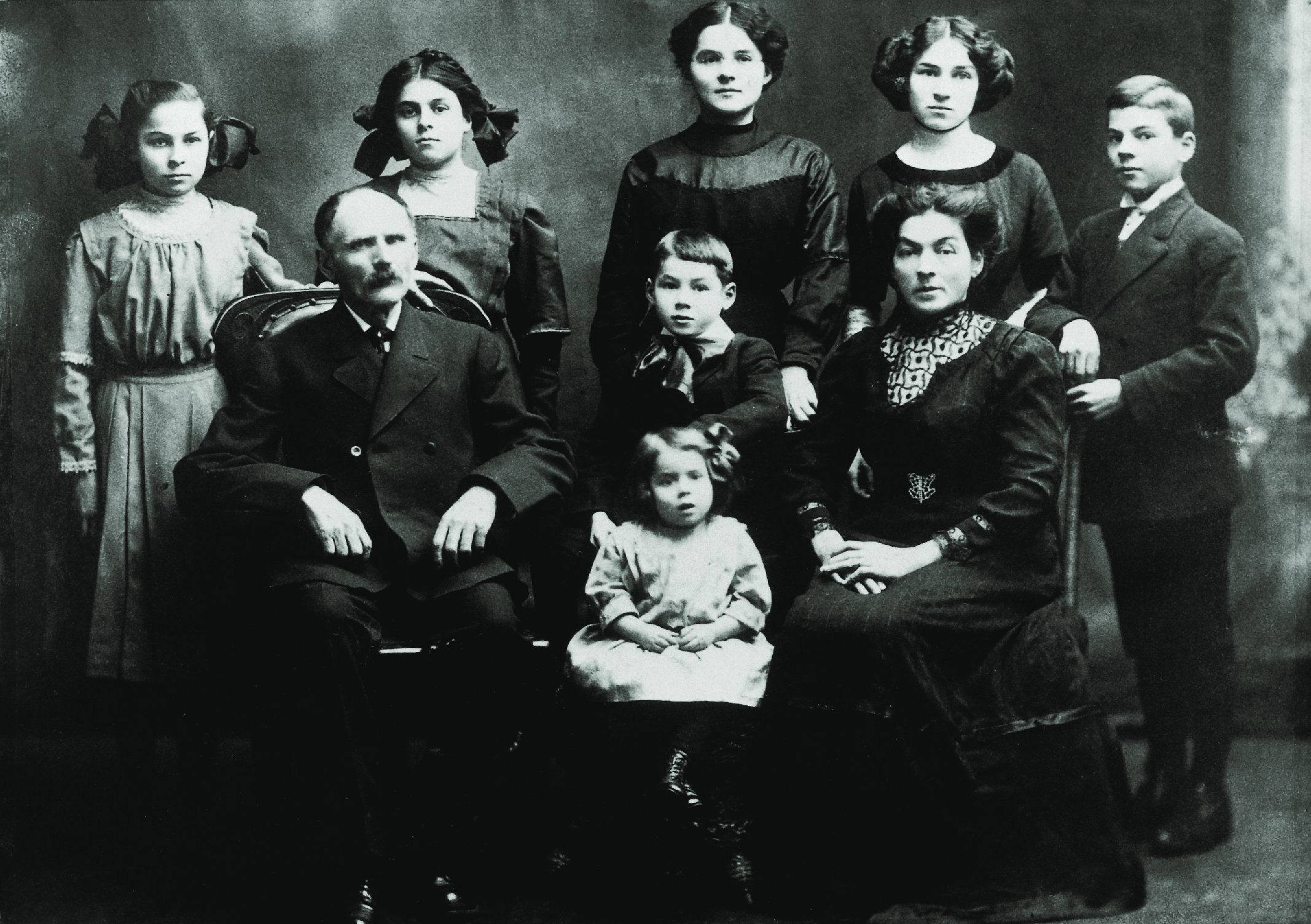
Gabrielle Roy, al centro in basso, con la sua famiglia

Crebbe in una casa in cui il padre era spesso assente, sia fisicamente che psicologicamente. La giovane Gabrielle era molto legata alla madre con la quale ebbe un legame stretto durante gli anni dell'infanzia. I Roy vivevano tra altre famiglie cattoliche franco-canadesi in un contesto politico in cui la discriminazione nei confronti della minoranza francofona del Manitoba era in aumento. Gabrielle, tuttavia, era tenuta al riparo da questi problemi in un clima d'innocenza e "senso di sicurezza".
Nel 1915, all'età di sei anni, Gabrielle Roy iniziò la sua formazione presso l'Académie Saint-Joseph, una scuola femminile gestita dalle Suore dei Santi Nomi di Gesù e Maria.
I primi anni di studio furono difficili. Colpita da problemi di salute al punto che il padre la soprannominò "Little Misery", non amava particolarmente lo studio e spesso doveva assentarsi da scuola. Inoltre, a partire dal 1916, con l'introduzione della legge Thornton, l'inglese divenne l'unica lingua d'insegnamento in uso nel Manitoba, e questo impedì ai franco-manitobani di frequentare la scuola in lingua inglese. Nonostante l'imposizione di un nuovo piano di studi, le suore dell'Accademia di Saint-Joseph riuscirono a mantenere clandestinamente l'insegnamento del francese.
Per ragioni che il biografo di Gabrielle, François Ricard, non riesce a spiegare completamente, Gabrielle Roy divenne una studentessa modello a partire dalla settima classe (1923-1924), ottenendo molti ottimi voti e classificandosi regolarmente prima della classe. Dopo aver completato gli studi primari e secondari all'Académie Saint-Joseph, decise di dedicarsi all'insegnamento. Nel settembre del 1928, pochi mesi prima della morte del padre, si iscrisse all'École normale supérieure di Winnipeg per un corso della durata di un anno. Dopo il diploma, insegnò nelle scuole rurali di Marchand e Cardinal e all'École Provencher di Saint Boniface , dove insegnò inglese a una classe di prima elementare. Ricoprì questo incarico per sette anni.

#### Insegnante e attrice
A Provencher, in piena Grande Depressione, Gabrielle Roy godeva di una situazione di benessere, vivendo con la madre e ricevendo uno stipendio di circa 100 dollari al mese. Si trattava di un grande privilegio, soprattutto perché l'Institut Provencher era l'unica scuola di lingua francese ad assumere insegnanti laici.In questo periodo Gabrielle Roy approfittò delle distrazioni offerte dalla vita sociale della città, si interessò al teatro e alla scrittura. Scoprì grandi autori, soprattutto di lingua inglese: Edgar Allan Poe, Lewis Caroll, Agatha Christie, Ernest Hemingway, John Steinbeck e Edgar Wallace.  È in questo periodo che Gabrielle Roy pubblicò i suoi primi testi, in inglese e francese, su periodici locali e nazionali. Tuttavia, la scrittura non rappresentava una sua priorità poiché la passione per le arti drammatiche occupava la maggior parte del suo tempo. Gabrielle Roy era una giovane attrice con l'ambizione di fare del teatro la sua professione.
Si unì al Cercle Molière, una compagnia amatoriale diretta da Arthur e Pauline Boutal che le affidarono alcuni ruoli nelle loro produzioni annuali. Queste opportunità portarono Roy a Ottawa, dove recitò al Festival national d'art dramatique del 1934 e del 1936. Gli attori del Cercle Molière vennero premiati e Roy si distinse in due opere in inglese con il Winnipeg Little Theatre. Questi successi la motivarono a raddoppiare gli sforzi per intraprendere la carriera di attrice. Con questo obiettivo, Gabrielle Roy si orientò presto verso nuove prospettive e decise di andare in Europa per continuare la sua formazione teatrale.
Nel 1937, per procurarsi i fondi necessari a realizzare le sue ambizioni, accettò un impiego come insegnante a Little Waterhen, una regione selvaggia a poche centinaia di chilometri a nord di Winnipeg. Nell'autunno di quell'anno, all'età di 28 anni, Gabrielle Roy si imbarcò per l'Europa. Lasciò sua madre malata e in difficoltà economiche e questa decisione sarebbe stata motivo di rimpianto e di contrasti familiari per tutta la durata della sua vita.

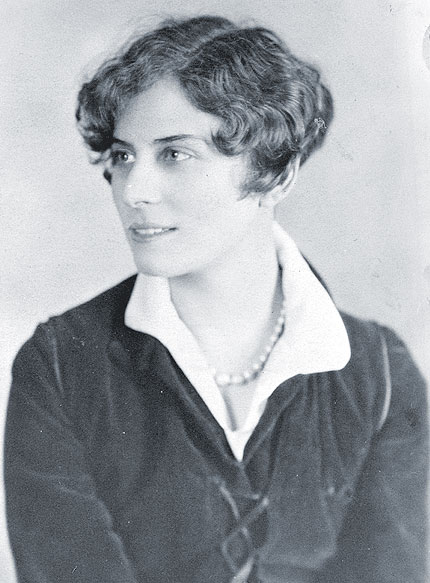
Gabrielle Roy nel 1929

### L'esilio e la gloria

#### L'avventura europea
Gabrielle Roy si ritirò per due anni in Europa, dove intendeva studiare recitazione. Trascorse prima un periodo a Parigi per completare la sua formazione di recitazione con Charles Dullin, direttore del Théâtre l’Atelier (noto anche come "École nouvelle du comédien"). Venne ospitata da un altro studente e si trasferì in un appartamento piuttosto elegante nel 13º arrondissement. Ma Roy dedicherà pochissimo tempo allo studio della recitazione, preferendo assistere agli spettacoli teatrali parigini piuttosto che prendervi parte. Non appena fu presentata a Charles Dullin, la giovane attrice si dileguò: Parigi non le si addiceva.
Gabrielle Roy lasciò Parigi per stabilirsi a Londradove ritrovò alcuni amici del Manitoba. La capitale britannica si rivelò molto meno alienante per Roy che aveva una perfetta padronanza dell'inglese e trovava alcuni riferimenti culturali che ricordavano il Manitoba. Iscritta alla prestigiosa Guidhall School of Music and Drama, viaggiò per la campagna inglese e approfittò delle attività culturali che la città offriva. Lontano da casa, Gabrielle godeva di una ritrovata indipendenza che alla fine divenne una strada a doppio senso quando incontrò Stephen Davidovich, un ucraino-canadese che militava per liberare la sua patria dall'influenza sovietica. La relazione si rivelò tuttavia di breve durata perché Davidovich, convinto nazionalista, non condivideva gli ideali socialdemocratici e liberali di Roy: nel contesto politico dell'epoca e della sua opposizione all'URSS, Davidovich era alleato dei nazisti e si assentava spesso dal Paese per partecipare a missioni.
Fu a Londra che Gabrielle Roy si dedicò definitivamente alla scrittura, rassegnata all'idea di non avere la stoffa per dedicarsi all'arte del palcoscenico. Nell'estate del 1938 a casa dell'amica Esther Perfect a Upshire, un sobborgo di Londra, Gabrielle Roy giura la sua fedeltà alla penna e fa del francese l'unica lingua del suo lavoro. Nella sua autobiografia, La Détresse et l'Enchantement, collega questa decisione a un profondo attaccamento alle sue origini. Gabrielle si sente a casa nell'Upshire, immersa nei suoi ricordi d'infanzia, stupita dalla bellezza del paesaggio e coccolata dalla gentilezza dei suoi ospiti. Per François Ricard, questa visita nella contea di Essex rappresentò un vero e proprio punto di svolta nella vita di Gabrielle Roy.
Scrisse soprattutto racconti e altri brevi testi, alcuni dei quali finirono sui giornali di Saint-Boniface. Tre dei suoi articoli furono pubblicati in una rivista parigina, Je suis partout, che contribuì a confermarla nella convinzione che il suo futuro era la scrittura.  Gabrielle Roy fu però costretta a lasciare l'Europa perché la guerra era prossima. Prima di tornare in patria, trascorse alcuni mesi nel sud della Francia dove rimase colpita dalla bellezza del paesaggio. Trascorse anche un periodo nei Pirenei Orientali, incrociando il cammino dei rifugiati repubblicani che fuggivano dalle fosse comuni della guerra civile spagnola. Nell'aprile del 1939 si imbarcò infine per il Canada.

### Il romanzoBonheur d'occasion, la consacrazione
Tornata a casa, Gabrielle Roy decise di non tornare in Manitoba nonostante le insistenze della madre perché tornasse ad insegnare a Provencher.
Coltivando altre aspirazioni, si trasferì a Montréal, lontano dalla sua famiglia, nella speranza di ritagliarsi un posto nei circoli letterari. Già all'epoca Montreal era una metropoli vivace, con una vita culturale fiorente grazie anche allo sviluppo dell'industria della stampa e dell'editoria. 

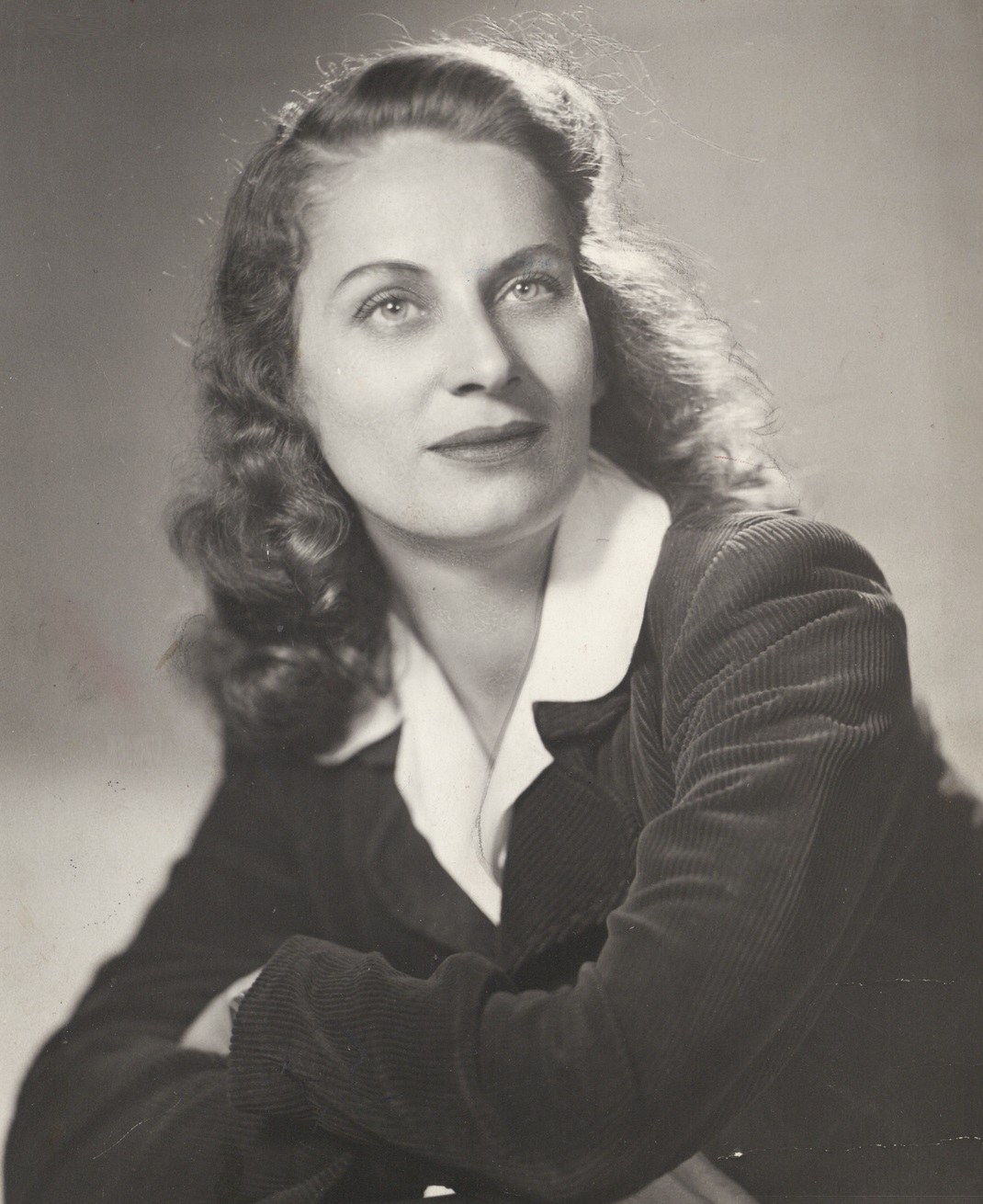
Gabrielle Roy nel 1935

Gabrielle Roy frequentò gli ambienti artistici, ottenendo ruoli alla radio e pubblicando alcuni testi in periodici di Montréal. Tuttavia,  decollò come giornalista. Inizialmente freelance, ottenne una rubrica nella sezione femminile del settimanale Le Jour . Pubblicò anche racconti sulla Revue Moderne, il cui direttore, Henri Girard, la prese sotto la sua ala protettrice.
Nonostante questa benevolenza che fece in modo che Gabrielle Roy si ritagliasse un piccolo spazio nei circoli letterari, fu come cronista che si fece conoscere dal grande pubblico. Si fece conoscere nel Bulletin des Agriculteurs, in particolare grazie a una serie di reportages pubblicati in vari numeri e che catturarono l'attenzione dei lettori. Tra il 1941 e il 1945, i reportages di Gabrielle Roy dipingono un ritratto significativo di Montréal ("Tout Montréal", 1941), raccontano l'esilio dei coloni dell'Isola Magdalen in Abitibi ("Ici l'Abitibi", 1941-1942) o tracciano un quadro delle caratteristiche socio-economiche di varie regioni del Québec ("Horizons du Québec", 1944-1945).
Il Bulletin des agriculteurs permise a Roy di vivere un po' più agiatamente e, soprattutto, di avere il tempo libero necessario per scrivere un romanzo. Si trattava di un progetto che coltivava da tempo e che aveva iniziato nel 1941 o 1942. Questo romanzo, di cui completò una prima versione durante l'estate del 1943, nella penisola di Gaspé, segnerà per sempre il paesaggio letterario del Quebec: è Bonheur d'occasion. Ispirato ai reportages di Gabrielle Roy sul quartiere operaio di Saint-Henri durante la Seconda guerra mondiale, Bonheur d'occasion dipinge un ritratto vivido delle classi lavoratrici della città, alle prese con la povertà e la disoccupazione. Pubblicato nel giugno del 1945, il primo romanzo di Gabrielle Roy ebbe un successo folgorante di pubblico e fu lodato dalla critica per il suo realismo e per la qualità della scrittura.
Questo successo superò rapidamente i confini del Québec e del Canada. Bonheur d'occasion fu pubblicato a New York nel 1947 con il titolo The Tin Flute . Scelto come "libro del mese" per il mese di maggio dalla Literary Guild, vendette 700.000 copie. Uno studio hollywoodiano acquistò anche i diritti cinematografici ma non portò a termine il progetto realizzato in seguito, nel 1983, da un produttore canadese . Considerato il primo romanzo urbano della letteratura quebecchese, vinse numerosi premi internazionali, tra cui il prestigioso Prix Femina nel 1947. Pubblicato dalle Éditions Flammarion in Francia, Bonheur d'occasion è stato tradotto in una dozzina di lingue straniere.
Questo sorprendente successo fece di Gabrielle Roy un'autrice famosa. La sua vita quotidiana fu rivoluzionata da fama e ricchezza, inseguita dai giornalisti e ammirata da migliaia di lettori. Sebbene fosse felice di essersi ritagliata un posto nel mondo letterario,  incontrò molte difficoltà nel trovare un equilibrio con questo improvviso stravolgimento della sua vita. Nel maggio del 1947 lasciò Montreal per Manitoba e con le sue sorelle trovò un po' di serenità. In questo periodo conobbe anche Marcel Carbotte, un giovane medico di Manitoba, di cui si innamorò.
Tre mesi dopo, Gabrielle Roy e Marcel Carbotte si sposarono e si trasferirono in Francia, dove Gabrielle trovò un po' di pace e tranquillità, lontana dal clamore mediatico generato dal romanzo Bonheur d'occasion. La coppia si fermò prima a Montréal, dove Gabrielle Roy fu ricevuta dalla Royal Society of Canada per l'investitura e fu la prima donna ad esservi ammessa.

Gabrielle Roy nel quartiere Saint-Henri, Montréal, 1945
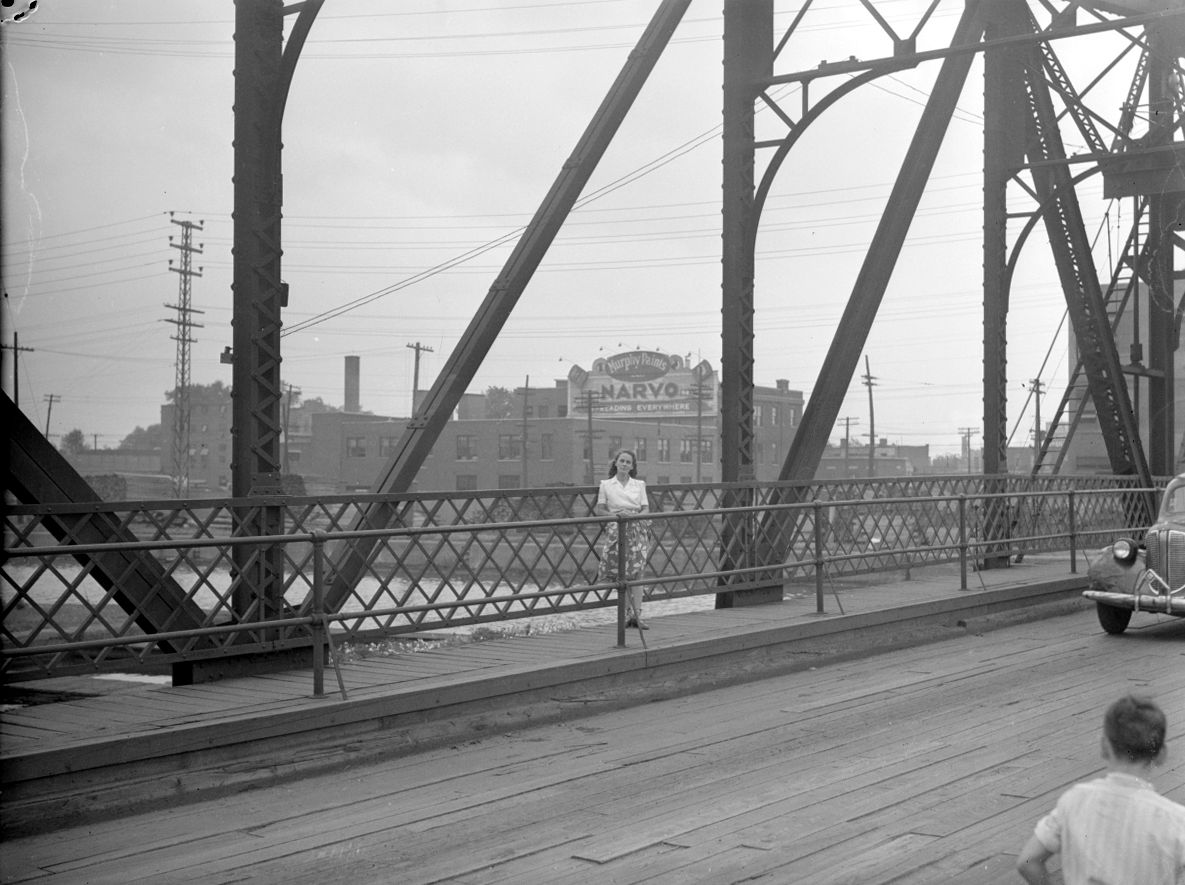
Gabrielle Roy sul ponte Atwater sul canale di Lachine.
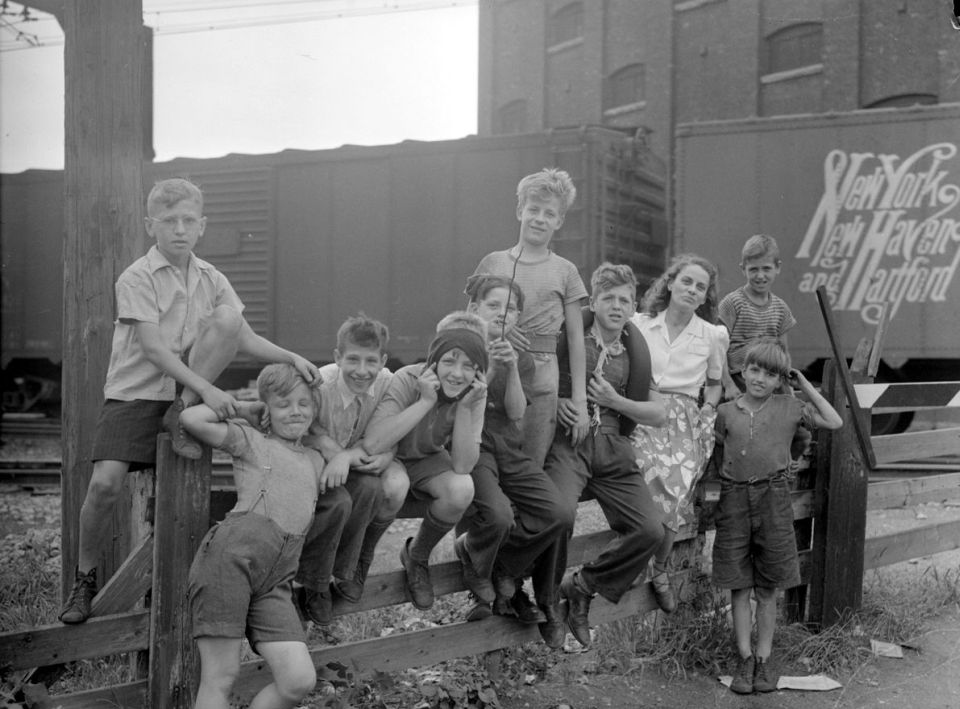
Gabrielle circondata da nove bambini del quartiere Saint-Henri, davanti a un vagone.
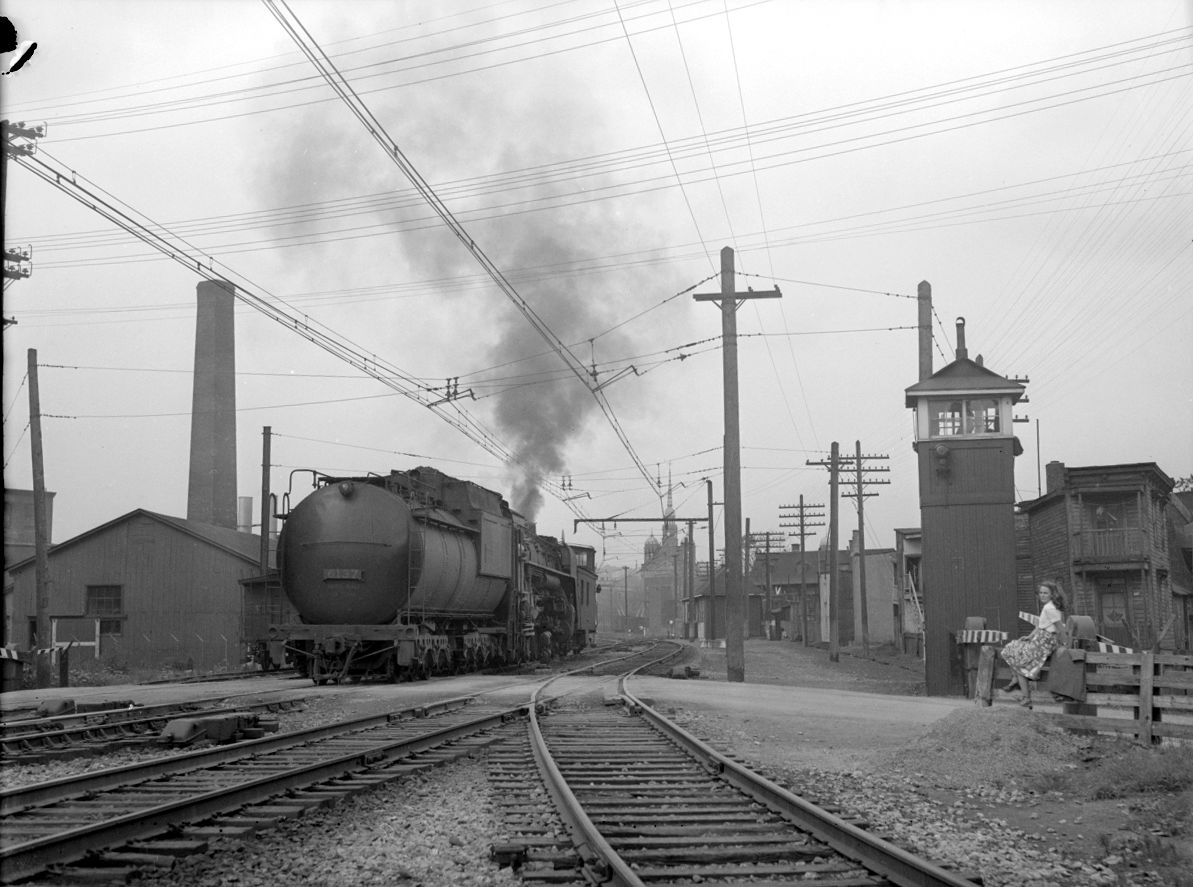
Davanti ai binari della ferrovia nel quartiere di Saint-Henri.

### La scrittura, la fuga e gli ultimi anni
La coppia giunse a Parigi nell'autunno del 1947. Un anno dopo Roy e Carbotte si trasferirono in una lussuosa pensione a Saint-Germain-en-Laye. Godettero della mondanità parigina con gli amici, tra cui la giornalista Judith Jasmin, e Gabrielle Roy iniziò a scrivere il suo secondo romanzo. Il compito non era facile. All'inizio cercò di scrivere un'opera simile a Bonheur d'occasion ma cambiò idea dopo una gita a Chartres, una regione il cui paesaggio le ricordava il Manitoba. Da questa ambientazione derivarono i tre racconti che compongono La Petite Poule d'Eau, il secondo libro di Gabrielle Roy, pubblicato a Montréal nel 1950. Lungi dal riscuotere il successo di Bonheur d'occasion, questo secondo romanzo ricevette un'accoglienza piuttosto fredda da parte della critica di Montreal; gli ambienti letterari di Toronto, invece, lo accolsero con molto più entusiasmo, ritenendo che La Petite Poule d'Eau offrisse un magistrale ritratto della cultura canadese.
Gabrielle Roy e suo marito tornarono a Montreal il 15 settembre 1950. Si stabilirono a LaSalle, sulle rive del fiume San Lorenzo. Tuttavia, la scrittrice vi trascorse poco tempo, fuggendo spesso in luoghi più tranquilli, come la penisola di Gaspé, per continuare a lavorare. Nel 1952, quando a Marcel Carbotte venne offerto un incarico presso l'ospedale Saint-Sacrement di Quebec City, la coppia si trasferì nella capitale. Il loro appartamento sulla Grande Allée, in un vecchio edificio chiamato Château Saint-Louis, sarà la casa principale di Gabrielle Roy fino ai suoi ultimi giorni.
Per François Ricard: "Quando si stabilì a Quebec City, Gabrielle Roy aveva forse solo 43 anni, ma possiamo dire che la componente sostanziale della sua biografia era stata completata, nella misura in cui nessun evento importante avrebbe cambiato il corso della sua vita in modo eclatante o significativo". Era tempo di scrivere e di essere sobri. Roy non amava particolarmente la città e coglieva ogni occasione per fuggire a est o in un cottage che la coppia acquistò a Petite-Rivière-Saint-François, nella regione di Charlevoix.
Fu lì che Roy trascorse tutte le estati fino alla sua morte e dove scrisse quasi tutti i suoi romanzi. Uno di questi, Alexandre Chenevert, nel 1954 le valse un grande successo di critica . Essendo la sua salute fragile, soprattutto durante i lunghi mesi invernali che mettevano a dura prova la sua funzionalità polmonare, si ritirava spesso in isolamento per scrivere, in particolare in Arizona, Louisiana, Florida e Francia. In questo modo, aggiunse alla sua opera una dozzina di romanzi, tutti accomunati dal fatto di dare ampio spazio ai suoi ricordi d'infanzia e alle sue radici. È il caso, in particolare, di Rue Deschambault (1955), la cui protagonista, una franco-manitobana di nome Christine, è in qualche modo l'alter ego di Gabrielle Roy. Tuttavia, la scrittrice non si sottrasse da fughe verso altri orizzonti. La rivière sans repos (Il fiume senza riposo) è un suggestivo ritratto degli Inuit di Ungava, alla ricerca della loro identità tra tradizione e modernità.
Gli ultimi anni della sua vita furono segnati dalla morte delle sorelle Anna (1964) e Bernadette (1970). Questi lutti la indebolirono fisicamente e psicologicamente e la portarono a rinnovare la sua fede cattolica, che aveva abbandonato durante la sua avventura europea. Nel 1967 ricevette il titolo di Compagno dell'Ordine del Canada. L'anno successivo ricevette un dottorato onorario dall'Università Laval. Consapevole di essere in declino, nel 1976 iniziò a scrivere la sua autobiografia, La Détresse et l'Enchantement. Nel 1979 ricevette il Canada Council for the Arts Children's Literature Prize per il racconto Courte-Queue', tradotto in inglese come Cliptail.
Il 13 luglio 1983, Gabrielle Roy morì di infarto all'Hôtel-Dieu de Québec. Il suo testamento disponeva che i suoi beni fossero divisi tra il marito e le organizzazioni di aiuto all'infanzia.
Gabrielle fu cremata e le sue ceneri furono tumulate nel parco commemorativo di La Souvenance a Sainte-Foy.

## Opere

### Romanzi
- Bonheur d'occasion, 1945 — Prix Femina 1947; (en) Literary Guild, 1947
- La Petite Poule d'Eau, 1950
- Alexandre Chenevert, 1954
- Rue Deschambault, 1955
- La Montagne secrète, 1961
- La Route d'Altamont, 1966
- Ces enfants de ma vie, 1977

### Raccolte di racconti e novelle
- La Rivière sans repos (romanzo breve preceduto da tre novelle), 1970.
- Cet été qui chantait (racconto), 1972.
- Un jardin au bout du monde (nouvelles), 1975.

### Novelle
- Ely! Ely! Ely!, 1979.
- De quoi t'ennuies-tu, Éveline?, 1982

## Opere postume
- La Détresse et l'Enchantement (autobiografia), 1984.
- L'Espagnole et la Pékinoise (illustrazioni di Jean-Yves Ahern), 1987.
- Ma chère petite sœur. Lettres à Bernadette 1943-1970, 1988.
- Le temps qui m'a manqué (autobiografia), 1997.
- Contes pour enfants, 1998
- Le Pays de Bonheur d'occasion et autres écrits autobiographiques épars et inédits, 2000.
- Mon cher grand fou… Lettres à Marcel Carbotte 1947-1979, 2001.
- Ma petite rue qui m'a menée autour du monde, 2002.
- Femmes de lettres. Lettres de Gabrielle Roy à ses amies 1945-1978, 2005.
- Rencontre et entretiens avec Gabrielle Roy 1947-1979, 2005.
- Heureux les nomades et autres reportages, 2007.
- Cet été qui chantait, suivi de deux contes pour enfants, 2012.

## Premi e riconoscimenti
- 1946 : Prix de la langue-française dell’Académie française
- 1947 : Prix Femina per il romanzo Bonheur d'occasion[5].
- 1948 : Lorne Pierce Medal, consegnato dalla Société royale du Canada
- 1970 : Prix Athanase-David, è il Prix du Québec per "l'eccezionale contributo alla letteratura quebecchese"[6]
- 1979 : Prix de littérature de jeunesse del Conseil des Arts du Canada per il racconto Courte-Queue